# Beamer
Beamer（ビーマー）は LaTeX に基づき、プレゼンテーションを作成するためのクラスである。名称の Beamer はビデオプロジェクターを意味するドイツ語に由来している。
LaTeX 用のプレゼンテーション作成の試みは Beamer が初めてではない。以前の他の例と同様に Beamer にはスライドを定義する特別な構文がある（Beamer ではこれを "frames" と呼ぶ）。テキストを隠しておいて徐々に表示するような効果をスライドに持たせられる。
これは、レイアウトを保って新たな要素を追加したページを PDF フォーマットで出力することで制御され、PDF ファイル内の次のページを表示することであたかも表示中のページに何かが追加されたように見せかける。
Beamer は、印刷に適した「配布資料」作成機能も持ち、プレゼンテーションの動的要素を排して各スライドの最終イメージだけからなる版を作れる。また、Beamer は「論文」形式も作成可能である。これは標準的サイズ (A4) でタイトルや章・節を適切に配置するものである。
このバージョンは講義ノートに適しており、論文とスライドを1つのソースコードから生成するのにも適している。
Beamer には組み込みの各種スタイルや各種色使いが用意されている。